# Raymond Eid
Raymond Eid (* 6. August 1930 in Mazraat-el-Dahre; † 11. Juni 2012) war maronitischer Erzbischof von Damaskus.

## Leben
Raymond Eid empfing am 30. Mai 1957 die Priesterweihe für die Eparchie Sidon.
Papst Johannes Paul II. ernannte ihn am 5. Juni 1999 zum Erzbischof von Damaskus. 
Der Maronitische Patriarch von Antiochien, Nasrallah Pierre Kardinal Sfeir, spendete ihm am 20. November desselben Jahres die Bischofsweihe; Mitkonsekratoren waren Tanios El Khoury, Bischof von Sidon, und Émile Eid, Vizepräsident der Kommission zur Kodifikation des Ostkirchenrechts.
Im Jahr 2006 nahm Papst Benedikt XVI. seinen altersbedingten Rücktritt an.